# 福冈工业大学短期大学部
福冈工业大学短期大学部（日语：／ Fukuoka Kogyō Daigaku Tanki Daigakubu *）是一所位于日本福冈县福冈市东区的私立短期大学。

## 概要

### 简介
- 学校最早可以追溯到1954年[1]。短期大学为于1960年开办[1]、由学校法人福冈工业大学经营。

### 历史
- 1960年 福冈电子工业短期大学成立并同时设置电子工学科[1]。
- 1966年 改校名为福冈工业短期大学[1]。
- 1987年 电子工学科变更为电子信息学科[1]。
- 1995年 电子信息变更为电子信息系统学科。OA信息系统学科成立[1]。
- 2002年 改校名为福冈工业大学短期大学部[1]。
- 2005年 电子信息系统学科变更为信息传播媒体学科[注 1]。OA信息系统学科变更为商务信息学科[注 2][1]。

### 宪章
- 请参看福冈工业大学短期大学部的标志 （页面存档备份，存于） （日語） 2013年12月19日阅览。

## 学校环境
- 校区：在福冈县福冈市东区

## 历任校长
- 桑原玉市：第一代短期大学校长[2]。
- 下村辉夫：现在短期大学校长[3]

## 组织

### 学科
- 信息传播媒体学科[注 1]
- 商务信息学科[注 2]

### 专科
| - 没有 |

### 业余课程
| - 没有 |

### 附属机关
| - 图书馆 |

## 相关條目
- 日本短期大学列表